# Bursadella tonans
Bursadella tonans är en fjärilsart som beskrevs av Edward Meyrick 1925. Bursadella tonans ingår i släktet Bursadella och familjen Immidae. Inga underarter finns listade i Catalogue of Life.